# Ориген
Ориген (на гръцки: Ὠριγένης; на латински: Origenes Adamantius) (ок. 185, Александрия — ок. 254 г., Тир, Ливан), раннохристиянски богослов и философ, един от светите отци на Църквата.

## Живот и дейност
Ориген е един от най-видните християнски теолози и философи на ранната църква, ученик на Климент Александрийски. Роден е в Александрия в семейство на християни. Първоначалното си образование и познания по Свещеното писание получава под ръководството на баща си Леонид, който е впечатлен от интелектуалната му любознателност и стремеж към по-дълбоко разбиране на Божието слово. Продължава образованието си в Александрийското богословско училище, където слуша лекциите на Климент Александрийски. 
През 202 г., по време на преследванията срещу християните, организирани от император Септимий Север, бащата на Ориген - Леонид Александрийски, е хвърлен в тъмница и екзекутиран заради вярата си. Младият Ориген, тогава едва 17-годишен, желае да последва примера му и да претърпи мъченическа смърт, но майка му възпрепятства намеренията му, като скрива дрехите му. След смъртта на баща си семейството изпада в крайна бедност. Ориген намира убежище в дома на богата християнка, но скоро започва да се издържа сам, като преподава граматика.
След напускането на Климент Александрийски и временното закриване на богословското училище, Ориген е призован да поеме ръководството му. Благодарение на интелектуалната си подготовка и религиозния си плам, той бързо утвърждава авторитета си като водещ богословски преподавател. За да избегне лична материална изгода от преподаването, продава библиотеката си и започва да води изключително аскетичен живот. Посвещава дните си на обучение на ученици, а нощите – на молитва и изучаване на Свещеното писание. Под влияние на аскетичните тенденции и буквалното тълкуване на думите на Христос относно самоскопяването (Мат. 19:12), Ориген извършва този акт върху себе си, надявайки се да избегне обвинения в непристойност заради близките си контакти с жени.
Научната му дейност включва изучаване на древни езици – за да чете Стария завет в оригинал, овладява еврейски език. Посещава лекции при Амоний Сака, основател на неоплатонизма, което оказва влияние върху философските му възгледи. Репутацията му като богослов се разпространява и извън Египет, което води до поканите му за участие в дискусии по въпросите на вярата в Арабия и Рим.
През 215 г., след размирици в Александрия и репресии от страна на император Каракала, Ориген се премества в Кесария Палестинска. Там започва да проповядва, въпреки че не притежава свещенически сан, което предизвиква недоволството на александрийския епископ Димитрий. След завръщането си в Александрия продължава богословската и просветната си дейност. Подкрепян финансово от своя приятел Амвросий, диктува множество богословски трудове, записвани и обработвани от екип секретари и преписвачи.
През 230 г. предприема пътуване до Гърция по църковни въпроси. При завръщането си посещава Кесария Кападокийска, където е ръкоположен за презвитер от епископ Теоктист. Този акт, извършен без съгласието на александрийския епископ, довежда до конфликт с Димитрий, който свиква църковен събор и лишава Ориген от правото да преподава. Последващ събор обявява ръкополагането му за недействително. В резултат на този разрив Ориген се установява окончателно в Кесария Палестинска, където основава катехизическо училище и продължава научната си и проповедническа дейност.
През 235 г., по време на преследванията на християните при император Максимин, Ориген се укрива в Кесария Кападокийска. След няколко години се завръща в Кесария Палестинска и продължава работата си. През този период участва в богословски спорове, включително с епископ Берила Бострийски, когото убеждава да се откаже от адопцианството. Неговите усилия допринасят за присъединяването на някои християнски групи, като аравийските психопанихити, към ортодоксалното християнство.
През 251 г., по време на гоненията при император Деций, Ориген е арестуван и подложен на тежки мъчения. В напреднала възраст и със сериозно влошено здраве, той умира вероятно през 253 или 254 г. в Тир. Неговото богословско наследство оказва дълбоко влияние върху християнската мисъл, макар и по-късно някои от възгледите му да бъдат осъдени като еретически.

## Съчинения
Ориген е изключително плодовит писател. Според Епифаний, от негова страна са написани общо около 6 000 произведения през живота си. Според Йероним, Евсевий изброява заглавията на малко под 2 000 трактата, написани от Ориген, в своята загубена "Живот на Памфил". Йероним съставя съкратен списък на основните трактати на Ориген, като изброява 800 различни заглавия.
Творбите му, написани в множество клонове на теологията, се разделят на следните групи:
- библейско-критически;
- библейско-екзегетически;
- догматически;
- апологетски;
- нравствено-назидателни и
- писма.

### Библейско-критически съчинения
Огромен труд на Ориген, който не е запазен в цялост, са неговите „Хекзапли" -  състоящо се от петдесет тома издание на Стария завет на Библията. В този труд Ориген дава критическо помагало за научно-екзегетически изследвания и полемика с юдейството. Различните варианти на Стария завет са съпоставени от него в шест колони в следния ред: еврейски текст със съгласните букви; транслитерация на еврейския текст с гръцки букви, буквален превод на гръцки от Аквила; свободен гръцки превод, направен от Симакий през 2 век. ; превод на Септуагинтата от  III – II век пр. Хр. и  гръцки превод на Теодосиян от II век.

### Библейско-екзегетически съчинения
Ориген оставя тълкувания на Свещеното писание в три форми: схолии, беседи и коментари.
Схолиите са кратки бележки върху различни места от Свещеното писание. От тях са запазени на гръцки език малки откъси, както и превод на латински език от Руфин Аквилейски.
Беседите са богослужебните проповеди на Ориген. Те обхващат почти цялото Свещено писание. Тълкуванието на Писанието в беседите се отличава със своята достъпност и е приспособено за разбиране от по-голям кръг слушатели. В беседите се изяснява предимно нравственият смисъл на Писанието. От беседите са запазени само откъси на гръцки език и превод на латински език от Руфин Аквилейски. Запазени са около двеста беседи, главно в превод на латински език на различни книги от Писанието, предимно върху Петокнижието на Мойсей.
Коментарите на Ориген върху определени библейски книги се отличават с по-систематичен екзегетически подход в сравнение с неговите проповеди. В тези произведения той прилага прецизни критически методи, разработени от учените в Мусейона на Александрия, към християнските писания.Коментарите разкриват енциклопедичните познания на Ориген в различни области и способността му да прави кръстосани справки за конкретни думи, като изброява всички места, където дадена дума се среща в Писанието, заедно с известните ѝ значения — постижение, още по-впечатляващо с оглед на факта, че по негово време библейски конкорданси не съществуват. 
Монументалният "Коментар върху Евангелието от Йоан", обхващащ над тридесет и две книги, е създаден с цел не само да изясни правилното тълкуване на Писанието, но и да опровергае интерпретациите на гностическия учител Ираклеон, който използва Евангелието от Йоан, за да подкрепи тезата си за съществуването на два Бога. От оригиналните тридесет и две книги са запазени само девет: I, II, VI, X, XIII, XX, XXVIII, XXXII и фрагмент от XIX.  От двадесет и петте книги на "Коментар върху Евангелието от Матей" са съхранени осем в оригинал на гръцки език (книги 10–17), обхващащи Матей 13:36–22:33. Анонимният латински превод, започващ от съответната част на книга 12, глава 9, и обхващащ Матей 16:13–27:66, също е оцелял, макар да съдържа части, които липсват в оригинала, и да пропуска други, запазени в гръцкия текст. Този коментар е високо оценяван дори след осъждането на Ориген и допринася за утвърждаването на Евангелието от Матей като основно евангелие.  
"Коментарът върху Посланието до римляните" първоначално обхваща петнадесет книги, но до наши дни са достигнали само незначителни фрагменти на гръцки. В края на IV век монахът Тираний Руфин съставя съкратен латински превод в десет книги. Според Сократ Схоластик Ориген включва обширна дискусия относно приложението на титлата Богородица към Дева Мария в този коментар, но тази част липсва в превода на Руфин, вероятно поради несъгласието му с позицията на Ориген. 
Ориген създава и "Коментар върху Песен на песните", където полага специални усилия да обясни значението на книгата за християнската аудитория. Този коментар, смятан за най-забележителния му труд в този жанр, интерпретира Песен на песните като мистична алегория, в която младоженецът символизира Логоса, а невястата — душата на вярващия. Това е първият християнски коментар, развиващ подобна интерпретация, оказала дълбоко влияние върху по-късните тълкувания. Днес коментарът е запазен частично в латинския превод на Тираний Руфин от 410 г. 
Фрагменти от други коментари на Ориген се намират във "Филокалия" и включват части от третата книга на коментара върху Битие, малкия коментар върху Псалми, втората книга на големия коментар върху същата книга, двадесетата книга на коментара върху Йезекиил и коментара върху Осия. Оригиналната подредба на несъхранените коментари е известна в ограничена степен.
В своите схолии, беседи и коментари Ориген е оставил, според свидетелството на Епифаний Кипърски, тълкувания на цялото Свещено писание (Стария и Новия завет) с изключение на Откровението на св. Йоан Богослов. От това огромно книжовно богатство са запазени обаче само фрагменти.

### Догматически съчинения
Догматическите съчинения на Ориген не се съхраняват в оригиналния си вид. Най-значимото от тях, „За началата“, представя в четири книги основополагащите истини на християнското учение. Оригиналният текст е частично запазен чрез откъси, включени в "Добротолюбието" на Василий Велики и Григорий Богослов, докато цялостният текст е съхранен в латински превод, изготвен от Руфин Аквилейски. „За началата“ представлява първия систематичен опит за философско обосновано догматическо богословие. Съчинението е насочено срещу заблужденията на валентинианите, маркионитите и останалите гностически учения.
В уводната част Ориген подчертава, че единствено онази истина заслужава доверие, която не отстъпва от църковното и апостолското предание. Първата книга разглежда природата на Бога и Неговите свойства, учението за Светата Троица и разумните същества – ангелите, както и падението на част от тях. Втората книга анализира сътворението на света и човека, боговъплъщението, душата, възкресението и Страшния съд. Третата книга се фокусира върху свободната воля, греха и изкуплението, докато четвъртата книга разглежда Свещеното писание, неговата боговдъхновеност и методите за тълкуването му.
Съчинението „Стромати“ в десет книги, от които са съхранени само малки фрагменти, съдържа извадки от философски трактати в подкрепа на християнското учение и схолии върху различни пасажи от Свещеното писание.
От съчиненията „Две книги за възкресението“ и „Два диалога за възкресението“ са запазени само фрагменти . Тези текстове свидетелстват за ангажираността на Ориген с апологетическите въпроси на възкресението и неговата теологическа аргументация срещу еретическите учения.

### Апологетически съчинения
„Против Целз“ представлява апологетическо съчинение в осем книги, запазено в пълнота във ватикански ръкопис от XIII век. Ориген го съставя по молба на своя приятел Амвросий, с цел да опровергае възраженията на неоплатоническия философ Целз, изложени в неговото съчинение „Истинско слово“, насочено против християнството. Това произведение се утвърждава като най-пълното и най-аргументираното апологетическо съчинение на ранната Църква.
В осемте книги Ориген систематично разглежда всички възражения на Целз против християнството. В първата книга той опровергава обвинението за затвореността на християните, като подчертава, че християнското учение е достъпно за всички, а неговата съкровеност свидетелства за висшата стойност на вярата. Във втората книга, срещу твърдението, че юдеите не признават Иисус Христос, Ориген посочва, че това вреди единствено на самите юдеи, тъй като старозаветните пророчества и Христовите чудеса ясно разкриват Него като Месия и Син Божи.
Третата книга разглежда мотивите за проповядването на християнската вяра и установява, че разделенията между християните не компрометират нейната чистота. В четвъртата книга Ориген обосновава необходимостта от боговъплъщението и неговата същност. Петата книга аргументира боговъплъщението въз основа на старозаветните пророчества и достоверността на евангелските разкази. Шестата книга сравнява християнското учение с философията на Платон и разглежда възраженията срещу библейския разказ за сътворението на света.
В седмата книга Ориген подчертава превъзходството на библейските пророчества пред другите предсказания и доказва липсата на противоречия между Стария и Новия завет. Осмата книга завършва с обосновка, че християните почитат истинския Бог, докато езичниците се покланят на илюзорни божества и порочни култове.
Особено значимо е, че самият Целз, въз основа на свои или на съвременни свидетелства, потвърждава историческата достоверност на Христовите чудеса, като се опитва единствено да им даде алтернативно обяснение, без да поставя под съмнение самото им съществуване.

### Нравствено-назидателни съчинени
Ориген създава съчинението „За молитвата“, което представлява задълбочено изследване на молитвата като основен елемент от духовния живот. В първата част (гл. 3–17) той анализира общите аспекти на молитвата, като разглежда нейния смисъл, цел и необходимост. Втората част (гл. 18–30) е посветена на тълкуването на Господнята молитва, като Ориген предлага богословски коментар върху нейната структура и съдържание.
Съчинението „Увещание към мъченичество“  се обръща към Амвросий и презвитер Протоктет от Кесария, които по време на гоненията при император Максимин са затворени в тъмница. Ориген има за цел да ги утеши и да укрепи тяхната вяра, като представя мъченичеството като висша форма на свидетелство за християнската истина. Съчинението демонстрира неговия риторичен талант и задълбоченото му разбиране за духовната стойност на страданието в името на вярата.

### Писма
Запазени само две писма на Ориген: до църковния писател Секст Юлий Африкански, в което се доказва достоверността на разказа за Сусана от книгата на пророк Даниил и до св. Григорий Неокесарийски, в което го увещава да продължи да изучава Свещеното писание.

## Състоянието на текста на съчиненията на Ориген
Достоверността на запазените откъси от съчиненията на Ориген на гръцки език се приема като несъмнена. Същото обаче не може да се твърди за латинските преводи на някои от неговите произведения, направени от Руфин Аквилейски и Йероним Блажени.
Преводите на Руфин представляват по-скоро свободна преработка на оригиналния текст, съобразена с догматическите възгледи на Църквата от IV век. Руфин цели да коригира съчиненията на Ориген, като отстранява всички елементи, които могат да бъдат сметнати за неправославни. За тази цел той или премахва текстове, които изглеждат съблазнителни и които счита за добавени от еретици, или прави допълнения от други съчинения на Ориген, или изменя отделни думи с цел да придаде на текста по-православно звучене. 
Промените, които Руфин прави, макар и привидно незначителни, често водят до съществено изопачаване на мисълта на Ориген — например чрез замяна на две-три думи, добавяне или премахване на отрицание, или преобразуване на утвърдителни изречения във въпросителни и обратно.

## Учение
Ориген формулира философска обосновка на християнската догматика, стремейки се да остане в пълно съгласие с утвърденото и общозадължително учение на Църквата. В основата на неговата теологическа система стои концепцията за „правилото на вярата“. Този термин в мисленето на Ориген обозначава или библейското учение, или апостолското предание и символа на вярата. Според него обект на изследване могат да бъдат само въпроси, които не са окончателно затвърдени в „правилото на вярата“ и не са получили общозадължително значение в църковната традиция.

### Учение за Бога
Понятието за Бога в учението на Ориген се отъждествява с разбирането за Бога Отца — първото Лице на Светата Троица. Бог се определя като абсолютен дух и светлина, „тази светлина, която просвещава всяко чувство на човеците, които могат да възприемат истината“. Тази светлина се възприема като „сила Божия, чрез просвещението от която човек познава както истината на всички неща, така и Самия Бог, Който е Истина“. Бог се разглежда като начало на всичко съществуващо, чието битие не зависи от нищо външно и на когото никой не дължи съществуването си. Бог е единствен нероден, самобитен и съществуващ в най-истинския смисъл.
Безтелесността на Бога се подчертава като необходима характеристика, тъй като материалното тяло, дори и при най-фина форма на материя, не може да бъде неделимо и несложно. Като източник на всичко съществуващо, Бог не може да бъде мислен като сложно същество, защото сложността предполага съществуване на части, които го предшестват. В този контекст Бог се дефинира като Единствен, монада, която надхвърля всички категории на същността и стои отвъд тях.
Абсолютното единство и простота на Бога водят до заключението за Неговата неизменяемост, вечност и непространственост, въпреки че Той е Творец, Промислител и Управител на света. Невидимостта на Бога се разглежда като следствие от Неговата духовна природа. Като неизменно съществуващ, Бог се определя и като неизменно благ и справедлив. Той се възприема като самото абсолютно благо, което стои в основата на всяко друго благо.

### Учение за Сина Божи (Логоса)
Учението на Ориген за Второто Лице на Светата Троица — Сина Божи (Логоса), се намира в тясна връзка с учението му за Бога Отца. Ориген пръв формулира с ясна категоричност концепцията за вечното раждане на Божия Син от Отца. Същността на това раждане остава непостижима за човешкия разум. Ориген подчертава, че всяка аналогия между божественото раждане и човешкото родителство е непълноценна и неподходяща, като определя подобни сравнения като нечестиви и неправомерни. Според него раждането на Сина е уникално и достойно само за Бога, без аналог в материалния свят или в сферата на човешката мисъл.
Идеята за вечното раждане произтича от концепцията за Божията неизменност. Бог винаги съществува като Отец на Сина, следователно този процес е вечен и непрекъснат, наподобяващ сиянието, което непрестанно произлиза от светлината. Раждането не представлява акт с начало във времето, нито завършен процес, а вечен и непрестанен акт. Ориген подчертава, че Божията неизменност изключва всяко времево начало или край на този процес.
Ориген категорично отхвърля всякакви теории за еманация или деление на Божията същност при раждането на Сина. Безтелесната природа на Бога изключва всякаква делимост. В търсене на подходяща аналогия той отхвърля традиционните сравнения, използвани от предходните църковни писатели като св. Юстин Мъченик и Тертулиан, които оприличават раждането на Сина на отношението между мисълта и словото. Вместо това, Ориген предлага сравнение между раждането на Сина и произлизането на желанието от мисълта — аналогия, която изключва пространствени елементи.
Учението на Ориген се отличава от никейското богословие и поради отхвърлянето на израза „роден от същността на Отца“. Според него този израз съдържа мисъл за намаляване или разделяне на Божествената същност. Ориген обяснява раждането на Сина като вътрешен и необходим процес на Божествения живот, обоснован от различаването между потенциална и актуална сила. Той разглежда същността на Бога като източник на потенциалната сила, която при проявлението си поражда Логоса, подобно на изпарение от същността Божия.
Синът Божи, според Ориген, е самата Премъдрост, самото Слово, Истина, Живот, Правда и Святост. Въпреки че използва отвлечени категории за описание на Сина, Ориген подчертава Неговата ипостасна същност. Той категорично заявява, че Синът е субстанциално съществуващо и ипостасно Същество, а не просто абстрактно понятие.
Въпреки възвишеността, която приписва на природата на Сина, Ориген отрича Неговото единосъщие с Отца. Тази позиция води до изострен субординационизъм, който поставя Сина в йерархично подчинено положение спрямо Отца. Възгледите на Ориген относно Логоса разкриват напрежение между идеята за възвишеността на Сина и стриктния субординационизъм, което ги отличава значително от догматическите постановки на Никейския събор.

### Учение за Св. Дух
Светият Дух е отделна ипостас — третото Лице на Светата Троица, и изхожда от Отца чрез Сина. Понеже Синът според Ориген служи като опосредстваща причина на Светия Дух, то Светият Дух се поставя от него в подчинено отношение не само към Отца, но и към Сина. Личното свойство на Светия Дух е присъщата Му освещаваща сила. Последователният субординационизъм на Ориген се изразява в учението му за три сфери на дейност на Лицата на Светата Троица. Сферата на дейност на Отца е цялото битие, всяко същество и затова тя е най-обширна.
По-тясна от нея е сферата на дейност на Сина, понеже тя се простира само върху разумните същества. Още по-тясна е сферата на дейност на Светия Дух, понеже тя се ограничава само по отношение на тези разумни същества, които се стремят към святост и я достигат. Затова силата на Отца е по-голяма от силата на Сина и Светия Дух, а силата на Сина е по-голяма от силата на Дух Свети.

## Възгледи

### Христология
Ориген пише, че Исус е „първородният на всяко създание, който прие тяло и човешка душа“. Той категорично отстоява убеждението, че Христос има истинска човешка душа, и отхвърля докетизма – учението, според което Христос е дошъл на земята само в духовна форма, а не с реално човешко тяло. Според Ориген човешката природа на Христос е онази единствена душа, която остава най-близо до Бога и Му остава напълно вярна, дори когато всички останали души отпадат от Него. При въплъщението душата на Христос се слива с Логоса и те „се смесват“, образувайки едно цяло. По този начин Христос, според Ориген, съчетава в Себе Си както човешката, така и божествената природа, но също така, подобно на всички човешки души, Неговата човешка същност съществува от самото начало.
Ориген е първият богослов, който излага напълно развитата теория за изкуплението като „откуп“, макар че преди него Ириней предлага нейната ранна форма. Според тази теория смъртта на Христос на кръста представлява откуп, даден на Сатана в замяна на освобождението на човечеството. В тази концепция Бог надхитрява Сатана, тъй като Христос е не само безгрешен, но и въплътеният Бог, Когото дяволът не е в състояние да подчини. По-късно тази теория е доразвита от богослови като Григорий Нисийски и Руфин Аквилейски. През XI век Анселм Кентърбърийски критикува теорията за откупа, както и свързаната с нея теория „Christus Victor“, което води до нейния упадък в Западна Европа. Въпреки това тя запазва популярност в източноправославното богословие.

### Космологияиесхатология
Една от основните доктрини в учението на Ориген е тази за предсъществуването на душите. Той твърди, че преди Бог да сътвори материалния свят, Той създава огромен брой безплътни „духовни интелигентности“. Първоначално всички тези души са посветени на съзерцанието и любовта към своя Творец, но с времето техният духовен плам отслабва. В резултат на това повечето от тях постепенно губят интерес към съзерцанието на Бога и любовта им „изстива“. Когато Бог сътворява света, тези души, които преди това съществуват без тела, се въплъщават. Според степента на отслабване на любовта им към Бога те заемат различни места в космическия ред: душите, чиято любов отслабва най-много, се превръщат в демони; тези, чиято любов намалява умерено, се превръщат в човешки души, които впоследствие се въплъщават в телесни форми; а онези, които запазват най-голяма близост до Бога, стават ангели.
Една душа обаче остава напълно предана на Бога и чрез любовта си се слива с Божието Слово (Логоса). Впоследствие Логосът приема плът и се ражда от Дева Мария, ставайки Богочовекът Исус Христос. В по-късни времена се появяват съмнения дали Ориген наистина изповядва този възглед, тъй като някои изследователи смятат, че това е учение, приписано му от негови ученици или погрешно интерпретирано от император Юстиниан, Епифаний и други.
Ориген учи, че в крайна сметка целият свят ще приеме християнството, защото непрекъснато нараства броят на спасените души. Той счита, че Божието царство още не е настъпило, но всеки християнин има дълга да направи тази есхатологична реалност присъстваща в своя живот. Често се приема, че Ориген защитава универсализма – възгледа, че всички души в крайна сметка ще достигнат спасение, но едва след като преминат през „божествения огън“, който пречиства греховете им. Този огън обаче не е буквален, а представлява вътрешното страдание от осъзнаването на собствените грехове.
Ориген поддържа идеята, че универсалното спасение е само възможност, а не окончателно утвърдена догма. Въпреки това той изглежда убеден, че поне всички човешки души ще се възвърнат към Бога в акта на крайната апокатастасис – възстановяването на първоначалното единство в творението. Според него „краят винаги е подобен на началото“, а всички божествени наказания имат изцелителен характер. Той категорично отхвърля стоическата доктрина за вечния кръговрат на световете, макар че допуска съществуването на поредица от различни, но несъвършено идентични светове.
Йероним цитира Ориген, приписвайки му твърдението, че „след векове и окончателното възстановяване на всички неща състоянието на архангел Гавриил ще бъде същото като това на Дявола, на апостол Павел – като на Каиафа, а на девствениците – като на блудниците“. Въпреки това в своето „Писмо до приятелите в Александрия“ Ориген изрично заявява, че Сатана и „тези, които са отхвърлени от Божието царство“, няма да бъдат включени в окончателното спасение. Освен това в своите проповеди той често говори за традиционното огнено наказание, считайки го за важно предупреждение за онези християни, които още не са достигнали духовна зрелост. В същото време той подчертава изцелителния характер на Божиите наказания, за да избегне представата за жесток Бог.
Някои отците на Църквата обвиняват Ориген, че учи за изчезването на възкресените тела, така че душите да могат да се съединят с безплътния Бог. В благоприятния превод на Руфин на съчинението „За началата“ Ориген многократно подчертава, че някаква форма на тяло е неизбежна за всяко сътворено същество. Когато разсъждава за крайната съдба на всички неща, той предлага три хипотези: напълно безтелесно съществуване, етерна телесност или телесност, намираща се в стабилна част от вселената – като оставя на читателя да избере най-доброто обяснение. Въз основа на други пасажи от неговите съчинения обаче изглежда, че той предпочита третата хипотеза.
Ориген изглежда вярва, че дори душите на починалите, които още не са възкресени, притежават някакво светлоносно тяло, което може да обясни явления като видения на духове. В разсъжденията си за възкресените тела той се позовава на учението на апостол Павел за „духовното тяло“. Ориген подчертава неговото огромно превъзходство и различие спрямо настоящото човешко тяло, като стига дотам да твърди, че то няма да съдържа зъби и други ненужни части. Въпреки това той настоява, че възкресените тела ще бъдат разпознаваеми благодарение на уникалната форма, запазена във всяка от безсмъртните души, която оформя и интегрира самото тяло.
Ориген изрично отхвърля „лъжливото учение за преселението на душите в различни тела“. Въпреки това някои богослови, като Гедес Макгрегър, смятат, че той всъщност приема платоническото учение за метемпсихозата (преселението на душите), тъй като то се вписва в неговата есхатология и не е изрично отхвърлено в Библията. Други, като Роджър Е. Олсън, отхвърлят подобни интерпретации, като ги определят като неправилно разбиране на Оригеновите учения.

### Етика
Ориген е пламенен защитник на свободната воля и категорично отхвърля валентинианската идея за предопределение. Вместо това той твърди, че дори безтелесните души запазват способността си да вземат самостоятелни решения. В своята интерпретация на библейската история за Яков и Исав Ориген защитава тезата, че условията, в които човек се ражда, всъщност зависят от действията на душата му в предсъществуващото състояние. Според него на пръв поглед несправедливото разпределение на съдбите при раждането – някои хора се раждат богати, други бедни, едни са здрави, а други болни – е всъщност следствие от решенията и постъпките на душата в предишния ѝ живот.
Ориген защитава свободната воля и в своите тълкувания на библейските пасажи, които споменават божественото предзнание. Той посочва, че Христовото знание за бъдещото предателство на Юда, както и Божието предвиждане на бъдещото непокорство на Израил, не означават, че тези събития са били предопределени. Напротив, Ориген заключава, че въпреки Божието предзнание, хората, участващи в тези събития, действат по собствена свободна воля. Подобно на Платон, Плотин и Григорий Нисийски, той изповядва убеждението, че истински свободен е само онзи, който избира Доброто; изборът на злото не е свобода, а форма на духовно робство.
Ориген е и убеден пацифист. В своето съчинение Против Целз той подчертава, че пацифизмът е една от най-забележимите външни черти на християнството. Макар да признава, че някои християни служат в римската армия, той отбелязва, че повечето не го правят, и настоява, че участието във военни действия е несъвместимо с учението на Христос. Ориген приема, че за нехристиянските държави понякога е необходимо да водят войни, но подчертава, че за един християнин е невъзможно да участва във война, без да компрометира своята вяра, тъй като Христос абсолютно забранява всякаква форма на насилие.
Ориген тълкува насилствените сцени в Стария Завет като алегорични и обръща внимание на старозаветни пасажи, които според него подкрепят ненасилието, като Псалом 7:4–6 и Плач Еремиев 3:27–29. Той твърди, че ако всички хора живеят в мир и любов, както учи християнството, войните ще престанат и Империята няма да има нужда от военни сили.

### Херменевтика
Ориген изгражда своята теология върху християнските писания и никога не се позовава на платоническите учения, без преди това да е подкрепил аргументите си с библейски основания. Той възприема свещените текстове като боговдъхновени и внимава никога да не противоречи на собствената си интерпретация на написаното в тях. Въпреки това, Ориген има склонност да спекулира отвъд пределите на ясно изразеното в Библията, което често го поставя в неясната зона между строгата ортодоксия и ерес.
Според Ориген в Библията, както в Стария, така и в Новия Завет, се открояват два основни вида литература: historia („история“ или „разказ“) и nomothesia („законодателство“ или „етична наредба“). Той изрично подчертава, че двата Завета трябва да се четат заедно и по едни и същи принципи. Освен това Ориген учи, че писанията могат да се тълкуват по три различни начина. „Плътското“ тълкуване разкрива буквалния, исторически смисъл на текста, „душевното“ съдържа моралното послание, а „духовното“ разкрива вечната, безтелесна истина, която текстът предава. В неговата екзегетика книгите Притчи Соломонови, Еклисиаст и Песен на песните представляват идеални примери за телесния, душевния и духовния компонент на писанията съответно.
Ориген разглежда „духовното“ тълкуване като най-дълбокото и значимо значение на текста и твърди, че някои пасажи нямат никакъв буквален смисъл, а само алегоричен. Въпреки това, той настоява, че „пасажите, които са исторически достоверни, са много повече от онези, които имат чисто духовно значение“, и често използва примери от материалната реалност. Ориген забелязва, че разказите за живота на Исус в четирите канонични евангелия съдържат непримирими противоречия, но твърди, че тези несъответствия не подкопават духовния смисъл на съответните пасажи.
Неговата концепция за двуфазно творение се основава на алегоричното тълкуване на разказа за сътворението в първите две глави на Битие. Първото творение, описано в Битие 1:26, се отнася до създаването на първичните духове, които са „по Божи образ“ и затова са безтелесни като Него. Второто творение, споменато в Битие 2:7, е моментът, в който човешките души получават ефирни, духовни тела. Описанието в Битие 3:21, където Бог „облича Адам и Ева в кожени одежди“, символизира превръщането на тези духовни тела в материални. Така всяка следваща фаза представлява деградация от първоначалното състояние на безтелесна святост.

## Влияние върху християнския свят

### Преди споровете
Ориген често се възприема като първия значим християнски богослов. Докато все още е жив, в Александрия вече се пораждат съмнения относно неговата ортодоксалност, но след смъртта му папа Дионисий Александрийски се превръща в един от най-ревностните защитници на неговото учение. Всеки християнски богослов след него, независимо дали пряко или косвено, изпитва влияние от неговите идеи. Въпреки това, Ориген изгражда толкова мащабна и сложна теологична система, че различни негови последователи често акцентират върху напълно различни аспекти на учението му, пренебрегвайки останалите.
Дионисий поставя особен акцент върху оригеновото субординационистко виждане, което го подтиква да отрече единството на Троицата и предизвиква противоречия в Северна Африка. В същото време друг негов ученик, Теогност Александрийски, застъпва тезата, че Бог Отец и Бог Син са „единосъщни“.
В продължение на векове след смъртта си, Ориген се счита за стожер на ортодоксалността, а неговата философия практически оформя Източното християнство. Той е почитан като един от най-великите християнски учители и особено обичан от монасите, които виждат в него образец на аскетичния живот. С течение на времето обаче, неговото учение започва да се оценява според новите догматични стандарти, а не според тези на собствената му епоха.
В началото на IV век християнският писател Методий Олимпийски критикува някои от по-спекулативните възгледи на Ориген, но като цяло споделя неговата теология. В същото време Петър Антиохийски и Евстатий Антиохийски го обвиняват в ерес.
Както ортодоксални, така и неортодоксални богослови твърдят, че следват традицията, заложена от Ориген. Атанасий Велики, най-яркият защитник на Светата Троица на Първия Никейски събор, е дълбоко повлиян от неговото учение, както и Василий Велики, Григорий Нисийски и Григорий Богослов – т.нар. Кападокийски отци. В същото време Ориген оказва силно влияние и върху Арий и последователите на арианството. Въпреки че степента на връзката между тях остава спорна, много християни в древността вярват, че именно Ориген е истинският първоизточник на арианската ерес.

### Първи оригенистки спор
Първият оригенистки спор започва в края на IV век, съвпадайки с възникването на монашеството в Палестина. Първите признаци на противоречие идват от кипърския епископ Епифаний Саламски, който е решен да изкорени всички ереси и да ги опровергае. В своите антиеретически трактати Ancoratus (375 г.) и Panarion (376 г.) той атакува Ориген, като съставя списък с негови учения, които счита за еретически. В своите писания Епифаний представя Ориген като първоначално ортодоксален християнин, който впоследствие се поддава на влиянието на „гръцкото образование“ и се отклонява в ерес. Особено голямо възмущение у Епифаний предизвиква оригеновият субординационизъм, прекомерната му употреба на алегорична херменевтика и склонността му да представя библейските си тълкувания като интелектуални упражнения, а не като догматични твърдения.
Епифаний настоява епископът на Йерусалим Йоан II да осъди Ориген като еретик, но Йоан отказва, тъй като човек не може да бъде обявен за еретик посмъртно. През 393 г. монах на име Атарбий подава петиция за осъждането на Ориген и неговите трудове. Руфин Аквилейски, дългогодишен почитател на Ориген и член на манастир в Елеонската планина, рязко отхвърля петицията. В същото време неговият близък приятел и съмишленик Йероним, който също е изучавал Ориген, постепенно застава на страната на антиоригенистите. По същото време Йоан Касиан въвежда оригеновите учения на Запад.
През 394 г. Епифаний отново пише на Йоан Йерусалимски, като настоятелно иска осъждането на Ориген, обвинявайки го, че омаловажава човешкото размножаване и че споделя възгледите на енкратите. Йоан за пореден път отказва. До 395 г. Йероним вече се е присъединил към лагера на антиоригенистите и умолява Йоан да осъди Ориген, но без успех. В отговор Епифаний започва открита кампания срещу Йоан, проповядвайки, че той е оригенистки отстъпник. В крайна сметка успява да убеди Йероним да прекъсне общението си с Йоан и самоволно ръкополага брат му Павлиниан за свещеник, въпреки съпротивата на Йоан.
Междувременно, през 397 г., Руфин публикува латински превод на Оригеновото съчинение За началата. Убеден, че в оригиналния текст са били вмъкнати еретически добавки от по-късни преписвачи, Руфин силно редактира и модифицира текста, премахвайки или променяйки всички пасажи, които противоречат на съвременната християнска ортодоксия. В предговора към своя превод той споменава, че Йероним е изучавал Ориген под ръководството на неговия ученик Дидим Слепеца, с което намеква, че самият Йероним е оригенист.
Йероним приема това като тежка обида и решава да изготви свой собствен латински превод на За началата, в който обещава да предаде текста дума по дума, без промени, за да разкрие на света истинските ереси на Ориген. Неговият превод обаче не се запазва и е изгубен изцяло.
През 399 г. оригенисткия спор достига Египет. Патриархът на Александрия Теофил първоначално е благосклонен към поддръжниците на Ориген, а според църковния историк Созомен той дори открито проповядва оригенисткото учение, че Бог е безтелесен. В своя Празнично послание от 399 г. Теофил осъжда онези, които вярват, че Бог има буквално, човекоподобно тяло, като ги нарича „неграмотни прости хора“.
Това предизвиква бурна реакция сред голяма група александрийски монаси, които поддържат антропоморфната представа за Бога, и по улиците избухват размирици. Според историка Сократ Схоластик, за да предотврати още по-сериозни бунтове, Теофил внезапно сменя позицията си и започва да осъжда Ориген. През 400 г. той свиква събор в Александрия, който заклеймява Ориген и неговите последователи като еретици, защото са учили, че Бог е безтелесен – идея, която съборът обявява за противоречаща на единствената правилна ортодоксална позиция, според която Бог притежава буквално, физическо тяло, подобно на човешкото.
Теофил нарича самия Ориген „хидрата на всички ереси“ и убеждава папа Анастасий I да подпише писмото на събора, което е насочено основно срещу ученията на нитрийските монаси, свързани с Евагрий Понтийски. През 402 г. Теофил прогонва оригенистите от египетските манастири, включително монаха Исак от Килиите, и изгонва четиримата монаси, известни като „Високите братя“ – водещи фигури в нитрийската общност.
Йоан Златоуст, патриархът на Константинопол, им предоставя убежище, което Теофил използва като повод да организира неговото осъждане и сваляне от поста на Синода под Дъба през юли 403 г. След като Йоан Златоуст е отстранен, Теофил възстановява отношенията си с оригенистките монаси в Египет и така първия оригенистки спор завършва.

### Втори оригенистки спор
Втората оригенистка криза избухва през VI век, в разгара на византийското монашество. Макар че този конфликт не е толкова добре документиран, както първият, изглежда, че той се фокусира върху ученията на по-късните последователи на Ориген, а не върху написаното от самия него.
Ученикът на Ориген, Евагрий Понтийски, насърчава съзерцателната молитва, но други монашески общности поставят акцент върху аскетизма в молитвата, подчертавайки значението на постите, тежкия физически труд и нощните бдения. В Палестина някои оригенистки монаси, наричани от своите противници Исохристи („онези, които се приравняват с Христос“), изповядват учението за предсъществуването на душите и вярват, че всички души първоначално са били равни на Христовата и че ще възстановят тази равнопоставеност в края на времето. Друга фракция от оригенисти в същия регион, по-умерена в убежденията си, защитава идеята, че Христос е „водач на мнозина братя“ като първосъздадено същество. Противниците им ги наричат Протоктисти („първосъздадени“).
Двете групи взаимно се обвиняват в ерес, а останалата част от християнската общност заклеймява и двете. Протоктистите се обръщат към император Юстиниан I с молба да осъди Исохристите чрез папския апокрисиарий Пелагий. През 543 г. Пелагий представя на императора документи, сред които е и писмо от патриарх Менас на Константинопол, осъждащо Ориген. Към писмото са приложени откъси от За началата на Ориген, както и няколко анатеми срещу него.
Събраният по този повод синод стига до заключението, че ученията на Исохристите са еретични, и като вижда Ориген като техен първоизточник, обявява и самия него за еретик. В резултат на това император Юстиниан нарежда всички съчинения на Ориген да бъдат изгорени. В Западната църква Декретът на Геласий, написан между 519 и 553 г., включва Ориген в списъка на авторите, чиито произведения подлежат на пълна забрана.
През 553 г., в ранните дни на Втория Константинополски събор, когато папа Вигилий все още отказва да участва в него, въпреки че император Юстиниан го държи под стража, събралите се епископи ратифицират открито писмо, осъждащо Ориген като водач на Исохристите. Това писмо не влиза в официалните актове на събора и по същество повтаря едикта, издаден от Константинополския синод през 543 г. В него се цитират съмнителни писания, приписвани на Ориген, но всъщност всички тези текстове са написани от Евагрий Понтийски.
След като съборът официално започва, но докато папа Вигилий все още отказва да участва, Юстиниан представя на епископите въпроса с текста, известен като Трите глави, който атакува Антиохийската христология. Епископите съставят списък с анатеми срещу еретическите учения, съдържащи се в Трите глави и свързаните с тях. В официалния текст на единадесетата анатема Ориген е осъден като христологически еретик, но името му изобщо не присъства в Хомоноя – първоначалния проект на анатемите, издаден от имперската канцелария. Освен това името му липсва и в окончателния вариант на съборните актове, подписан от папа Вигилий дълго след края на събора.
Тези разминавания може да означават, че името на Ориген е добавено в текста впоследствие. Някои изследователи смятат, че анатемите всъщност принадлежат на по-ранен местен синод. Дори ако името на Ориген действително присъства в оригиналния текст на анатемата, ученията, които тя осъжда и които се приписват на него, всъщност са идеи на по-късни оригенисти и имат малко общо с автентичните съчинения на Ориген.
Всъщност папите Вигилий (537–555), Пелагий I (556–561), Пелагий II (579–590) и Григорий Велики (590–604) са наясно, че Петият вселенски събор се занимава основно с Трите глави и изобщо не споменават оригенизма или универсализма. Те не говорят така, сякаш знаят за неговото осъждане, макар че Григорий Велики се противопоставя на универсализма.

### Последици от споровете
В резултат на многобройните осъждания на неговите трудове, до наши дни достига едва малка част от огромното писмено наследство на Ориген. Въпреки това, запазените текстове на гръцки и латински остават значителни, макар че само малка част от тях са преведени на английски език. Много от неговите идеи оцеляват чрез фрагменти, цитирани от по-късни църковни отци. Дори през късния XIV век Франсеск Ексименис в своя Llibre de les dones включва иначе непознати цитати от Ориген, което може да свидетелства, че някои от неговите произведения се запазват до Късното Средновековие.
Смята се, че текстовете, съдържащи най-необичайните и спекулативни идеи на Ориген, са загубени във времето, което прави почти невъзможно да се определи дали той наистина изповядва възгледите, за които е осъден. Въпреки анатемите срещу него, Църквата продължава да го почита и той остава централна фигура в християнската теология през първото хилядолетие. Ориген е признат за основател на библейската екзегетика, и всеки, който се занимава сериозно с тълкуването на Писанията, познава неговите учения.
Латинските преводи на Оригеновите Омилии, направени от Йероним, се четат широко в Западна Европа през Средновековието, а неговите идеи оказват силно влияние върху византийския монах Максим Изповедник и ирландския богослов Джон Скот Ериугена. От епохата на Ренесанса дебатът около ортодоксалността на Ориген продължава да се разгаря. През 1453 г. гръцкият учен Василий Висарион, избягал в Италия след падането на Константинопол, превежда на латински Оригеновото Против Целз, което излиза от печат през 1481 г.
Голям скандал избухва през 1487 г., когато италианският хуманист Джовани Пико дела Мирандола защитава тезата, че „по-разумно е да се вярва, че Ориген е спасен, отколкото че е осъден“. Папската комисия заклеймява тази позиция заради анатемите срещу Ориген, но не преди въпросът да получи значителен обществен отзвук. Най-изтъкнатият защитник на Ориген през Ренесанса е холандският хуманист Еразъм Ротердамски, който го нарича „най-великия от всички християнски автори“. В писмо до Джон Ек Еразъм заявява, че научава повече за християнската философия от една страница на Ориген, отколкото от десет страници на Августин.
През 1524 г. Еразъм публикува За свободната воля, където се опира на Оригеновата защита на човешкия избор, а през 1527 г. превежда и издава запазената част от Тълкувание на Евангелието от Матей на Ориген. През 1536 г. публикува най-пълното издание на неговите трудове, познато дотогава. Докато ренесансовите хуманисти харесват Ориген заради акцента му върху човешкото усилие в спасението, реформаторите го възприемат с подозрение.
Мартин Лутер категорично отхвърля Оригеновото разбиране за спасението, определяйки го като напълно погрешно, и заявява, че „в целия Ориген няма нито една дума за Христос“. Поради това Лутер нарежда неговите трудове да бъдат забранени. Въпреки това по-ранният чешки реформатор Ян Хус черпи вдъхновение от Ориген в разбирането си, че Църквата е духовна реалност, а не институционална йерархия. Швейцарският реформатор Улрих Цвингли също се основава на Ориген в символичната си интерпретация на Евхаристията.
През XVII век английският философ и платоник Хенри Мор остава верен последовател на Ориген, макар и да отхвърля учението за универсалното спасение, като приема повечето от останалите му идеи. По-късно папа Бенедикт XVI изразява възхищение към Ориген, наричайки го „ключова фигура за цялото развитие на християнската мисъл“, „истински маестро“ и „не само блестящ теолог, но и образцов свидетел на доктрината, която предава“.
Съвременните протестантски евангелисти ценят Ориген заради неговата преданост към Писанията, но често остават озадачени или дори отблъснати от неговия алегоричен метод, който, според тях, игнорира буквалния и исторически смисъл на текста.
Ориген е сред малкото църковни отци, които не са официално канонизирани като светци. Въпреки това, някои личности го наричат „Св. Ориген“. Сред тях са англикани като Едуард Уелчман, Джон Хаусън и сър Уинстън Чърчил, калвинисти като Пиер Бейл, Жорж-Луи Лиомeн и Хайнрих Буллингер, както и православният богослов Дейвид Бентли Харт. Ориген получава признание и в Ориенталската православна традиция – папа Шенуда III от Александрия, отец Тадрос Якуб Малати и Коптската православна епархия на южните Съединени щати го споменават с почит.
Бащата на Ориген, свети Леонид Александрийски, има празник на 22 април в католическата традиция, а Евангелската църква в Германия отбелязва 27 април като ден в чест на Ориген.